# Fabio Sposito
Fabio Sposito (2 april 2002) is een Belgisch voetballer die onder contract ligt bij Roda JC.

## Carrière
Sposito ondertekende in maart 2023 zijn eerste profcontract bij Roda JC, dat hem destijds wegplukte bij de jeugdopleiding van KRC Genk. Enkele dagen later maakte hij zijn officiële debuut in het eerste elftal van de club: op 3 maart 2023 liet trainer Edwin de Graaf hem in de competitiewedstrijd tegen Jong PSV (5-1-verlies) in de 61e minuut invallen voor Arjen van der Heide.

## Clubstatistieken
| Seizoen         | Club            | Land               | Competitie      | Competitie | Competitie | Beker | Beker | Supercup | Supercup | Europees | Europees | Totaal | Totaal |
| Seizoen         | Club            | Land               | Competitie      | Wed.       | Dlp.       | Wed.  | Dlp.  | Wed.     | Dlp.     | Wed.     | Dlp.     | Wed.   | Dlp.   |
| --------------- | --------------- | ------------------ | --------------- | ---------- | ---------- | ----- | ----- | -------- | -------- | -------- | -------- | ------ | ------ |
| 2022/23         | Roda JC         | Vlag van Nederland | Eerste divisie  | 1          | 0          | 0     | 0     | —        | —        | —        | —        | 1      | 0      |
| Carrière totaal | Carrière totaal | Carrière totaal    | Carrière totaal | 1          | 0          | 0     | 0     | 0        | 0        | 0        | 0        | 1      | 0      |

Bijgewerkt op 11 april 2023.